# Feng Bin
Feng Bin (født 3. april 1994) er en kinesisk atlet, som konkurrerer i diskoskast.
Hun repræsenterede Kina under sommer-OL 2016 i Rio de Janeiro, hvor hun blev nummer 8 i diskoskast.
Ved sommer-OL 2024 i Paris, tog hun sølv efter at have kastet 67,51 meter, samme resultat som Sandra Elkasević, men Bing vandt sølvmedaljen, ved at have kastet et længere næstbedste kast.